# Yoga Ukikasah
Yoga Ukikasah (* 17. November 1985 in Bandung) ist ein indonesischer Badmintonspieler. 

## Karriere
Yoga Ukikasah wurde 2005 indonesischer Meister im Herrendoppel mit Yonathan Suryatama Dasuki. Gemeinsam gewannen beide auch die Indonesia International 2006. 2010 siegte Ukikasah bei den India International und den Mauritius International.

## Sportliche Erfolge
| Saison | Veranstaltung                     | Disziplin    | Platz | Name                                      |
| ------ | --------------------------------- | ------------ | ----- | ----------------------------------------- |
| 2005   | Indonesien: Einzelmeisterschaften | Herrendoppel | 1     | Yoga Ukikasah / Yonathan Suryatama Dasuki |
| 2006   | Indonesia International           | Herrendoppel | 1     | Yoga Ukikasah / Yonathan Suryatama Dasuki |
| 2006   | Singapur International            | Herrendoppel | 1     | Yoga Ukikasah / Yonathan Suryatama Dasuki |
| 2010   | India International               | Herrendoppel | 1     | Yoga Ukikasah / Joko Riyadi               |
| 2010   | Mauritius International           | Mixed        | 1     | Yoga Ukikasah / Karen Foo Kune            |